# Гилл (сын Геракла)
Гилл (др.-греч. Ὕλλος или Ὕλας) — в древнегреческой мифологии Гераклид, старший сын Геракла и Деяниры, брат Макарии, муж Иолы, отец Клеодая.
После того как Геракл и его жена Деянира умерли, его сыновья, спасаясь от Еврисфея, покинули Трахин и нашли убежище в Афинах, где поселились в городе Трикорифе. Они пришли в Афины и, сев у алтаря Милосердия, стали просить о заступничестве. Афиняне не выдали их Еврисфею, вступили с ним в войну и одержали победу. Гилл догнал и убил Еврисфея.
Вслед за тем Гераклиды пришли в Пелопоннес и захватили все города. Когда прошел уже год после их возвращения, чума поразила весь Пелопоннес, и оракул возвестил, что причиной чумы явились Гераклиды: они пришли раньше положенного времени. По этой причине Гераклиды оставили Пелопоннес и вернулись в Аттику, поселившись в Марафоне.
Здесь Гилл, в соответствии с заветом отца, женился на Иоле и стал размышлять как вернуть Гераклидов на родину. Как раз в это время царь дорийцев Эгимий, чувствуя приближение смерти, послал за Гиллом и усыновил его. Так он отблагодарил Геракла за его услугу. Гилл и его потомки стали преемниками власти Эгимия. Позже Гилл прибыл в Дельфы и спросил оракула, каким образом Гераклиды могут вернуться на свою родину. Оракул ответил ему: После третьего плода.
Гилл подумал, что третий плод означает трехлетие, и, переждав столько времени, возвратился с войском. Навстречу дорийцам выступило объединенное войско пелопоннесцев. Достигнув Истма, оба войска встали друг против друга, и Гилл сделал такое предложение: Нет нужды одному войску вступать с другим в решительное сражение, но следует, выбрав самого достойного из пелопонесского войска, выставить его на единоборство со мной, Гиллом, на определенных условиях. Пелопоннесцы согласились и под клятвой заключили следующий договор: Если Гилл одолеет пелопонесского вождя, тогда Гераклиды вернутся на землю отцов; если же он будет побежден, то Гераклиды уйдут назад и в течение ста лет не будут делать попыток возвращения в Пелопоннес. Из союзного пелопонесского войска был выбран царь Эхем, сын Аэропа, внук Кефея, который убил Гилла в честном бою, и Гераклиды ушли.
По другой версии, сразу после победы над Еврисфеем Гераклиды встретили войско Атрея. У Истма противники стали станом, и состоялся поединок Гилла и Эхема на границе Мегариды и Коринфики.

## Последующая традиция
Гилл был убит, и 50 лет Гераклиды воздерживались от вторжений на Пелопоннес. Гилл похоронен в Мегаре. От него происходит название одной из спартанских фил.
Действующее лицо в трагедии Софокла «Трахинянки» и Сенеки «Геркулес на Эте».